# Achyronychia
Achyronychia, monotipski biljni rod iz porodice klinčićevki rasprostranjen po jugozapadu SAD–a i sjevernog Meksika. Jedina vrsta A. cooperi, pustinjska je jednogodišnja biljčica s pjeskovitog tla koja raste u pustinjama Mohave i Sonora. Svaka biljka ima nekoliko kratkih stabljika, listovi su blijedozeleni, latica nema, cvijet je malen s pet bijelih sičušnih čašica (sepala).